# Рибальченко Інна Олексіївна
І́нна Олексі́ївна Риба́льченко — старший матрос 36 ОБрМП Збройних сил України, учасниця російсько-української війни, що загинула у ході російського вторгнення в Україну в 2022 році.

## Військова служба
Інна Рибальченко несла військову службу на посаді старшого кухаря господарчого відділення взводу забезпечення батальйону миколаївської 36-ї бригади морської піхоти.
Загинула 18 березня 2022 року у віці 23 років під час оборони міста Маріуполь.

## Нагороди
- орден «За мужність» III ступеня (2022, посмертно) — за особисту мужність і самовіддані дії, виявлені у захисті державного суверенітету та територіальної цілісності України, вірність військовій присязі[4].